# Мај—децембар
Мај—децембар (енгл. May December) америчка је драмедија из 2023. Режију потписује Тод Хејнс, по сценарију Семи Берч. Главна улога припала је Натали Портман која игра глумицу која путује да упозна и проучава живот Грејси (Џулијана Мур), контроверзне жене коју треба да глуми у филму, озлоглашене по 24-годишњој вези са својим супругом Џоом (Чарлс Мелтон), која је почела када је он имао 13, а она 36 година.
Премијера је приказана 20. маја 2023. на Канском филмском фестивалу. Од 17. новембра 2023. приказиван је у одабраним биоскопима, након чега га је 1. децембра 2023. приказао Netflix. Добио је позитивне рецензије критичара и бројна признања, као и четири номинације за Златни глобус и Оскара за најбољи оригинални сценарио. Амерички филмски институт га је прогласио једним од 10 најбољих филмова из 2023.

## Радња
Две деценије након што је њихова злогласна веза доспела на насловнице, пар почиње да се распада кад глумица дође да их проучи за предстојећи филм.

## Улоге
| Глумац          | Улога             |
| --------------- | ----------------- |
| Натали Портман  | Елизабет Бери     |
| Џулијана Мур    | Грејси Атертон Ју |
| Чарлс Мелтон    | Џо Ју             |
| Кори Мајкл Смит | Џорџи             |
| Елизабет Ју     | Мери Атертон Ју   |
| Гејбријел Чунг  | Чарли Атертон Ју  |
| Пајпер Курда    | Онор Атертон Ју   |
| Ди-Даблју Мофет | Том Атертон       |
| Лоренс Арансио  | Морис Спербер     |